# سانتری

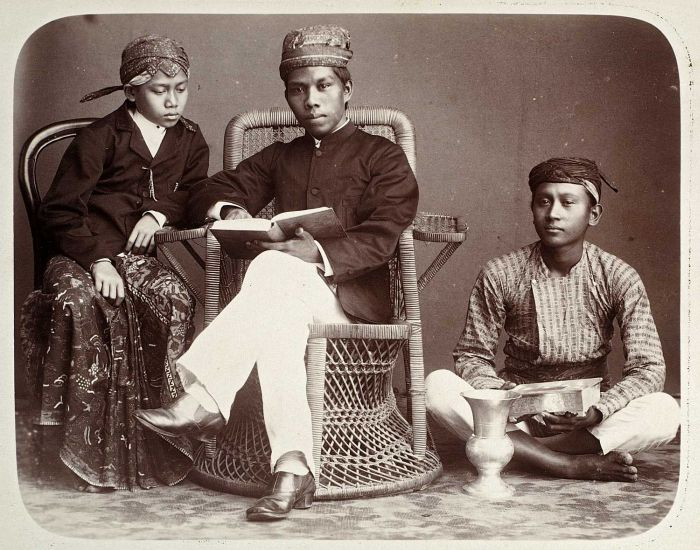
سانتری ، کسانی هستند که آموزش های دینی اسلامی را در اندونزی داخل مدارس شبانه روزی اسلامی می آموزند.

سانتری (Santri) در اندونزی اصطلاحی عمومی است برای اشاره به کسی که آموزش‌های دینی اسلامی را در مدارس شبانه‌روزی اسلامی دنبال می‌کند. سانتری‌ها معمولاً تا پایان تحصیل در  مکان آموزشکده اسلامی می‌مانند. 
نام سانتری از زبان جاوه‌ای اندونزی گرفته شده اما اصل آن همان واژه «شاستری» سانسکریت است که معنای کلی ادبیات، کتاب مقدس، دین و دانش را می‌دهد.
رئیس مدرسه شبانه‌روزی اسلامی به سانتری‌ها کمک هزینه می‌دهد. سانتری‌ها معمولاً پس از پایان دوره تحصیلی خود در پسانترن (مدارس اسلامی)، در خدمت مدیریت پسانترن باقی می‌مانند. در سال ۲۰۱۵ میلادی، ۲۲ اکتبر به عنوان روز ملی سانتری در اندونزی تعیین شد.